# Рухчанский сельсовет
Рухчанский сельсовет (белор. Рухчанскі сельсавет) — административная единица на территории Столинского района Брестской области Беларуси. Административный центр — агрогородок Рухча-1.

## История
Образован в 1940 г.

## Состав
Рухчанский сельсовет включает 6 населённых пунктов:
- Кострово — деревня
- Крушин — деревня
- Рухча-1 — агрогородок
- Рухча-2 — деревня
- Цмень-1 — деревня
- Цмень-2 — деревня

## Достопримечательности
В агрогородке Рухча-1 расположена Свято-Николаевская церковь.